# Rhizoprionodon porosus
Rhizoprionodon porosus е вид акула от семейство Сиви акули (Carcharhinidae). Видът не е застрашен от изчезване.

## Разпространение
Разпространен е в Бахамски острови, Бразилия, Венецуела, Доминиканска република, Куба, Мартиника, Панама, Пуерто Рико, Уругвай, Хаити, Хондурас и Ямайка.